# Día Internacional de las Defensoras de Derechos Humanos
El Día Internacional de las Defensoras de Derechos Humanos y de quienes trabajan por los derechos humanos de las mujeres se conmemora el 29 de noviembre y está dedicado al reconocimiento de las mujeres que, a título individual o colectivo, trabajan para hacer realidad los derechos recogidos en la Declaración Universal de los Derechos Humanos y en las diversas normas que la desarrollan. Fue declarado durante la Primera Consulta Internacional de Mujeres Defensoras que se realizó en Colombo (Sri Lanka) en el 2005 y se celebra cada año desde el 29 de noviembre de 2006. La primera resolución adoptada por la Asamblea General de la ONU sobre las defensoras de derechos humanos fue aprobada el 18 de diciembre de 2013 y es conocida como "Resolución defensoras".
Según especialistas del Consejo de Derechos Humanos de la ONU la situación es especialmente complicada para aquellas mujeres defensoras que denuncian la violencia contra las mujeres, en particular en las zonas rurales o semiurbanas, las que denuncian devastación ambiental por proyectos extractivos, las que trabajan por los derechos a la salud reproductiva, a las que son estigmatizadas socialmente por su etnia, discapacidad, edad o preferencia sexual y las que se encuentran en territorios en situación de guerra o con presencia militar o en territorios controlados por grupos del crimen organizado.
En los ataques cometidos contra las mujeres defensoras de derechos humanos y las organizaciones que trabajan por los derechos de las mujeres es común encontrar expresiones de discriminación y violencia de género tales como campañas de difamación basadas en estereotipos de género, agresiones sexuales o amenazas de violación, ataques a las familias de las defensoras e incluso casos de feminicidio/femicidio. El 29 de noviembre está dedicado de manera específica a las mujeres activistas mientras el 9 de diciembre se celebra el Día internacional de las personas defensoras de los derechos humanos.

## Historia
En 1998 se celebró en París la Cumbre de Defensores de los Derechos Humanos, una reunión en la que se denunció los peligros a los que se enfrentaban las personas defensoras de los Derechos Humanos en general y logró la atención internacional. El 9 de diciembre del mismo año la Asamblea General de la ONU aprobó la primera declaración en la que se reconoció el papel clave de las personas que se dedican a la defensa de los derechos humanos y la necesidad de garantizar su protección.
En 2003 durante una consulta regional organizada por el Foro de Asia y Oceanía sobre Mujeres, Derecho y Desarrollo (APWLD), Amnistía Internacional (AI) e International Women’s Rights Action Watch - Asia Pacific (IWRAW-AP) trataron con Hina Jilani, representante Especial del Secretario General de Naciones Unidas sobre la situación de las personas defensoras de Derechos Humanos la situación específica de las mujeres. Una de las principales recomendaciones formuladas fue que se llevara a cabo una consulta internacional que llamara la atención sobre las violaciones de derechos humanos que sufren las defensoras de los derechos humanos debido a su género y a las cuestiones de género que propugnan. 
En abril de 2004 varios grupos de mujeres y organizaciones de defensa de derechos humanos interesadas en trabajar en cuestiones relativas a las defensoras de los derechos humanos se reunieron en Ginebra y formaron el Comité Internacional de Coordinación de la Campaña Internacional sobre Mujeres Defensoras de Derechos Humanos. Entre las organizaciones que forman parte de esta campaña están: Amnistía Internacional, Foro de Asia y Oceanía sobre Mujeres, Derecho y Desarrollo (APWLD); Centro para el Liderazgo Mundial de las Mujeres (CWGL); Fórum Asia; Front Line; Inform; Comisión Internacional de los Derechos Humanos para Gais y Lesbianas (IGLHRC); Servicio Internacional para los Derechos Humanos (ISHR); ISIS Intercambio Intercultural Internacional de las Mujeres (ISIS-WICCE); Comité de América Latina y el Caribe para la Defensa de los Derechos de la Mujer (CLADEM); Mujeres bajo Leyes Musulmanas (WLUML), y la Organización Mundial Contra la Tortura (OMCT).
Del 29 de noviembre al 2 de diciembre de 2005 se realizó en la ciudad de Colombo, Sri Lanka, la “Consulta internacional sobre las Mujeres defensoras de derechos humanos”, este comité internacional organizaron un encuentro que congregó a más de 200 activistas provenientes de 70 países. En uno de los discursos de apertura, Hina Jilani, representante Especial del Secretario General de Naciones Unidas sobre la situación de las personas defensoras de Derechos Humanos señaló la urgencia de identificar y considerar las circunstancias especiales que afrontan las mujeres que trabajan en el ámbito de los derechos humanos a fin de garantizar, reconocer y valorar su importante participación en la lucha por los derechos humanos universales. Jilani ya reconoció la especial vulnerabilidad de las defensoras de los derechos humanos a los ataques por su desafío de las normas culturales sobre género, heterosexualidad y feminidad en sus identidades y durante su trabajo de defensa.
En esta reunión de 2005 se acordó establecer el 29 de noviembre como "Día Internacional de las Defensoras de Derechos Humanos". Se celebró por primera vez el 29 de noviembre de 2006. En 2008 se creó formalmente la Coalición Internacional de Mujeres Defensoras de Derechos Humanos para secundar la campaña y en 2013 la Asamblea General de la ONU aprobó una resolución en la que se reconoce de manera específica la especial situación de las defensoras de derechos humanos.

## ONU: protección de las defensoras
El 9 de diciembre de 1998 la Asamblea General de la ONU aprobó la Declaración sobre el Derecho y el Deber de los Individuos, los Grupos y las Instituciones de Promover y Proteger los Derechos Humanos y las Libertades Fundamentales Universalmente Reconocidos, conocida como Declaración sobre los Defensores de los Derechos Humanos En esta declaración las Naciones Unidas reconocieron la legitimidad de considerar la defensa de los derechos humanos como un derecho en sí mismo y el papel decisivo que desempeñan las personas activistas y la necesidad de garantizar su protección. Toda persona tiene derecho, individual o colectivamente, a promover y procurar la protección y realización de los derechos humanos y las libertades fundamentales en los planos nacional e internacional señala el artículo 1 del anexo.
El 21 de marzo de 2013  en la Resolución aprobada por el Consejo de Derechos Humanos 22/6. Protección de los defensores de los derechos humanos se expresa la especial preocupación por la discriminación y la violencia sistémicas y estructurales a que se enfrentan las defensoras de los derechos humanos, y exhorta a los Estados a que incorporen una perspectiva de género en sus esfuerzos por crear un entorno seguro y propicio para la defensa de los derechos humanos;
Los derechos y la situación de las defensoras de los derechos humanos fueron reconocidas por primera vez por la Comisión de la Condición Jurídica y Social de la Mujer en su 57.ª sesión en 2013, instando a los gobiernos, en colaboración con las entidades competentes del sistema de las Naciones Unidas, las organizaciones internacionales y regionales, instituciones nacionales de derechos humanos, las organizaciones de la sociedad civil, el sector privado, las organizaciones de empleadores, los sindicatos, los medios de comunicación y otros agentes competentes, a reforzar la aplicación de los marcos jurídicos y normativos y la rendición de cuentas para eliminar la violencia contra las mujeres y las niñas, específicamente mediante “Apoyar y proteger a quienes se afanan por eliminar la violencia contra las mujeres, incluidas las defensoras de los derechos
La primera resolución adoptada por la Asamblea General de la ONU sobre las defensoras de derechos humanos fue aprobada el 18 de diciembre de 2013 “Promoción de la Declaración sobre el Derecho y el Deber de los Individuos, los Grupos y las Instituciones de Promover y Proteger los Derechos Humanos y las Libertades Fundamentales Universalmente Reconocidos: protección de las defensoras de los derechos humanos y los defensores de los derechos de la mujer de la Asamblea General de la ONU” (Resolución de defensoras).

## Datos
México es el país mesoamericano más violento para las defensoras con 1360 agresiones contra defensoras registradas de 2013 a 2016, junto a Honduras con 1009 casos y Guatemala con 738 casos según la Iniciativa Mesoamericana de Mujeres Defensoras de Derechos Humanos. En México hay 22 defensoras asesinadas desde 2012 a 2017. En 2017 fueron asesinadas: la periodista Miroslava Breach Velducea fue asesinada en Chihuahua; en Yucatán la defensora Emma Gabriela Molina Canto;  Miriam Elizabeth Rodríguez Martínez en Tamaulipas en mayo y en junio, en Puebla, asesinaron a  Meztli Omoxóchitl Sarabia Reyna.
De 2013 a 2016 se cometieron 1360 agresiones contra defensoras de Derechos Humanos (DH) en México, estas se caracterizaron por elementos de violencia de género, el 35 por ciento de los casos presentaron campañas de difamación con lenguaje sexista, amenazas de violación sexual; y amenazas contra sus familiares, además de hostigamiento sexual en redes sociales según la Red Nacional de Defensoras de Derechos Humanos en México.

## Obstáculos y discriminaciones de las mujeres defensoras
Según especialistas del Consejo de Derechos Humanos de la ONU ser mujer y activista en la defensa de los derechos humanos hace aumentar los riesgos que enfrentan en el desempeño de su trabajo; afectan su salud, su vida, sus relaciones familiares y comunitarias; disminuyen su capacidad de aporte, afectándose así las organizaciones en las que participan y las causas por las que luchan.  También inhiben que más mujeres ejerzan sus derechos políticos y contribuyan con su participación al desarrollo y la democracia de toda la sociedad. 
Esta discriminación también inhibe y desalienta a las mujeres agentes de cambio, pero que por miedo a represalias ni siquiera se atreven a identificarse como defensoras de derechos humanos.
La discriminación contra las mujeres defensoras de derechos humanos y los obstáculos que enfrentan se expresan en:
- Ataques misóginos: Las mujeres que deciden romper con los roles tradicionales de género para exigir sus derechos y los de sus comunidades suelen enfrentarse a la desaprobación y estigmatización. Los ataques que padecen, a menudo a través de los medios de comunicación, giran en torno a los mismos estereotipos que las defensoras desafían a través de su trabajo. Suelen ser etiquetadas como "malas madres" o "putas", su orientación sexual es cuestionada, y pueden ser ridiculizadas por su apariencia física o por su supuesta falta de "feminidad".
- Violencia basada en el género: las agresiones sexuales o las amenazas de violación y los ataques contra sus familia son dos tipos de agresiones específicas  contra  defensoras de derechos humanos. Estas agresiones son cometidas por las autoridades e instituciones del Estado así como por actores privados, como empresas pero también por sus propias familias, comunidades y organizaciones.
- Falta de protección y acceso a la justicia: Cuando una mujer defensora de derechos humanos es agredida, es más probable que no cuente con el apoyo de su familia o comunidad y a veces, incluso la de su organización. Esto se debe a la persistencia de estereotipos de género que llevan a cuestionar y criticar el hecho de que las mujeres participen en la política y no se dediquen a tareas domésticas. Por otra parte, cuando una mujer defensora ha sido agredida y denuncia ante la justicia, es probable que se enfrente con autoridades que la re-victimicen y pongan en duda la validez de su testimonio y la gravedad de los hechos. Muchas de estas mujeres tampoco cuentan con los recursos necesarios para llevar a cabo acciones legales. Por otra parte, los mecanismos de protección existentes adolecen por lo general de un adecuado enfoque de género que tomaría en cuenta  la desigualdad, discriminación y exclusión que enfrentan las mujeres en la sociedad y propondría una respuesta eficaz para responder a sus necesidades y prioridades. Las medidas de protección suelen no ser  sensibles al género al no  tener en cuenta las situaciones particulares de las mujeres, como por ejemplo, su papel de cuidadoras en la familia.
- Falta de recursos para las organizaciones de mujeres y apoyo a la participación de las defensoras en la vida política y pública: Las organizaciones de mujeres tienden a tener menos acceso a los recursos y menos apoyo político para la realización de su trabajo. Muchas mujeres defensoras no son reconocidas por su liderazgo y contribución -incluso en sus propias organizaciones, familias y comunidades y tienen que cargar, solas, con sus tareas domésticas y de cuidado mientras buscan tiempo para participar en actividades públicas o políticas.[5]

## Activistas asesinadas
- Berta Cáceres (Honduras)